# جمعية العوامية الخيرية
جمعية العوامية الخيرية للخدمات الاجتماعية هي منظمة خيرية لاربحية مقرها العوامية، بمحافظة القطيف، في المنطقة الشرقية للمملكة العربية السعودية. وهي مسجلة لدى وزارة الشؤون الاجتماعية برقم (11).

## التأسيس
تأسست جمعية العوامية الخيرية للخدمات الاجتماعية في عام 1387هـ. تم تسجيلها رسميا لدى وزارة العمل والتنمية الاجتماعية آنذاك برقم (11). كان تأسيس الجمعية نتيجة اندماج مؤسستين خيريتين في البلدة وهما جمعية الأمل الخيرية و الصندوق الخيري في جمعية واحدة.

## أهداف الجمعية
تهدف الجمعية إلى تقديم الخدمات الاجتماعية التي تحتاجها منطقة العوامية يكون هدفها الحصول على الربح المادي وتشمل هذه الخدمات ما يلي:
1. تقديم المساعدات النقدية و العينية للأشخاص المحتاجين بشكل إعانات شهرية أو مساعدات مؤقتة للأفراد والأسر التي يثبت البحث الاجتماعي استحقاقهم.
2. تقديم المساعدات النقدية والعينية للأشخاص المحتاجين والمتضررين من الحوادث سيئة النتائج كالحريق أو تهدم البيوت.
3. التعاون مع المستشفيات الحكومية والأهلية والمراكز الصحية لتقديم الخدمات العلاجية الصحية للأسر الفقيرة ذات الحاجة, والمشاركة في الأعمال الوقائية الصحية.
4. الاهتمام المرافق العامة كمغتسل الموتى والمقبرة وذلك بتأمي الاحتياجات اللازمة لها وصيانتها.
5. تقديم خدمات اجتماعية مختلفة كبرامج رياض الأطفال والاهتمام بالعجزة وذوي الاحتياجات الخاصة ، والأمومة والدورات المختلفة، والاهتمام بكتاب الله بإقامة دورات الحفظ والتجويد.
6. المساهمة أو القيام بالمشروعات التي تهدف إلى رعاية الأسرة وحماية الطفولة.
7. القيام بترميم وتحسين منازل الفقراء والمحتاجين حسب الإمكانيات المتاحة.
8. القيام أو المشاركة بالأعمال والمشروعات التي تهدف إلى تقديم الخدمات الاجتماعية.
9. تقديم المعونة لطالبي الزواج ممن يثبت البحث الاجتماعي استحقاقهم.

## اللجان والأقسام
تتكون الجمعية من مجلس إدارة يتكون من 11 عضواً منهم رئيس المجلس ونائبه و أمين السر وأمين الصندوق وأعضاء اللجان ويوجد بالجمعية حالياً تسعة عشر لجنة يعمل بها أكثر من أربعين عضواً متطوعاً منهم إحدى عشر من أعضاء مجلس الإدارة والباقي من خارج المجلس. واللجان هي:
- اللجنة الاجتماعية
- كافل اليتيم

### اللجنة التعليمية
تهدف لدعم الطلاب والطالبات ضمن جميع المراحل الدراسية المحتاجين مادياً ومعنوياً، بهدف استمرار ونجاح تحصيلهم العلمي. تتضمن أنواع المساعدات التي تقدم للطلاب والطالبات، أدوات قرطاسية لمراحل التعليم العام ورسوم الدراسة والمواصلات وإجار السكن لمراحل التعليم الجامعي.
الهيكل الإداري للجنة
1. جعفر محمد الخباز          رئيس اللجنة.
2. شفيق محمد المغاسلة              نائب الرئيس.
3. جعفر محمد آل نمر                   عضو
4. جمال محمد آل إسماعيل            عضو

- لجنة تحسين المساكن
- لجنة لمرافق العامة
- لجنة دار الطفولة

### اللجنة المالية
وتعمل على ضبط الإيرادات والمصروفات للجمعية وجميع أمور المحاسبة، استقبال التبرعات المالية وضبطها في السجلات إضافةً إلى الإشراف على كل ما يتعلق بالجمعية من أمور مالية وعينية و ممتلكات.
الهيكل الإداري للجنة
1. حسين أحمد السعيد           رئيس اللجنة
2. جعفر محمد الخباز             نائب رئيس اللجنة

- اللجنة الإدارية
- لجنة أمانة السر
- لجنة الدورات والتوظيف
- لجنة المشاريع
- لجنة سبل السلام لعلوم القران
- لجنة العلاقات العامة
- اللجنة الإعلامية
- لجنة تيسير الزواج
- اللجنة النسائية
- لجنة الخدمات العامة
- لجنة التبرع بالدم
- لجنة إصلاح ذات البين
- اللجنة البيئة

## وصلات خارجية
- موقع جمعية العوامية الخيرية الرسمي.
- أرشيف موقع جمعية العوامية الخيرية.
- نبذة مفصلة عن لجان جمعية العوامية الخيرية.
- صور وأخبار جمعية العوامية الخيرية.
- قائمة جلسات مجلس إدارة جمعية العوامية الخيرية.
- التواصل مع جمعية العوامية الخيرية.
- معرض صور جمعية العوامية الخيرية.